# Jiří Ibérský
Svatý Jiří Ibérský († 2. ledna 1770) byl gruzínský pravoslavný mučedník.

## Život
Narodil se okolo roku 1700 v Ibérii. V mládí byl prodán do otroctví.
Jeho pán, muslim z Mytilény, jej donutil k obřízce, přijetí islámu a přejmenování se na Saliha. Po smrti svého pána zůstal na ostrově a otevřel si obchod.
Roku 1770 předstoupil před úřady, vyznal křesťanskou víru a odhodil na zem svou tureckou pokrývku hlavy. Byl vyslýchán a uvězněn. Druhý den byl mučen a nucen ke zřeknutí se křesťanské víry. Svá muka snášel s mlčením. Dne 2. ledna byl oběšen na místě zvaném Parmak Kapi.